# Kegelschoolstraat
De Kegelschoolstraat is een straat in Brugge.

## Beschrijving
De straat werd alleszins in 1850 al 'Schoolstraat' genoemd. De naam kon verwijzen naar de volksschool die de Broeders van Liefde er in die tijd bouwden. Voordien was het wellicht een steeg zonder naam.
Bij de fusie van Brugge en randgemeenten werd vastgesteld dat vier straten de identieke naam Schoolstraat droegen. Voor de straat in de deelgemeente Sint-Andries (228 inwoners), werd de naam behouden. Die in Assebroek (39 inwoners) werd vervangen door de plaatselijke toponiem 't Maandagse. Die in Sint-Michiels (geen inwoners) verdween. Bleef de Schoolstraat in Brugge (16 inwoners).
Hiervoor greep men terug naar een tekst uit 13 april 1483 waarin stond: twee huusen in de Angewaerdstrate (Hauwersstraat), streckende met hunne erve tot de voordesen keghelscole. Een straatnaam was dit eigenlijk niet, misschien was daar zelfs helemaal geen straat, hoogstens een doorgang of steeg. Er stonden wel kleine huizen, gebouwd in de 16de en de 17de eeuw. Het was alvast een verwijzing naar iets wat daar ooit in de onmiddellijke nabijheid bestaan had.
Een kegelschool was geen onderwijsinrichting, maar een speelschool, een plek waar het kegelspel werd beoefend. Men oordeelde derhalve dat deze vroegere plaatsaanduiding opnieuw tot leven kon worden gebracht, in de omgeving of misschien zelfs op de plek waar ooit een kegelschool stond.
In de Kegelschoolstraat (5, 7 en 9) bevinden zich drie objecten (onroerend erfgoed) uit het erfgoed Vlaanderen, eenheidsbebouwingen, objectnummer 82492.